# 卡賓約翰 (馬里蘭州)
卡賓約翰（英語：Cabin John）是位於美國馬里蘭州蒙哥馬利縣的一個普查規定居民點。

## 人口
根據2020年美國人口普查的數據，卡賓約翰的面積為4.25平方千米，當中陸地面積為3.16平方千米，而水域面積為1.09平方千米。當地共有人口2459人，而人口密度為每平方千米578.59人。